# 第10號小夜曲 (莫札特)
B♭大調第10號小夜曲，是莫札特目錄編號第361號作品，作於1781年。這是一首含有七個樂章的十三人重奏作品，使用了包括管、弦樂器等的數項不同樂器。也被稱為《大組曲》（Gran Partita），雖然在手稿上有這一稱呼，但並非出自作曲家之手。

## 背景
幾位權威的研究者皆指出，用紙足以判斷作品是在1781年所作。有人認為，這首小夜曲是特別為了1784年3月23日的公共音樂會所寫，這個部分則並未得到實據的支持。莫札特一共使用了24張特殊規格的稿紙來寫作，這種紙張（第57類紙）也被用在其他四首作品上，而這些作品全部可以確認寫於1781年，從而確立了創作時序的事實。這些稿紙僅只用於此作品的寫作，並未與其他作品混用。
另外，1784年的一次演出，僅演奏了第一、第二、第三及第七樂章，這點促使研究者認為，本曲的創作期間是可以區分為二段的。據指出，上述的樂章原採管樂八重奏的形式，之後才進一步擴寫。

## 分析
作品使用了以下樂器：雙簧管2人、單簧管2人、巴賽管2人、低音管2人、法國號4人、低音提琴（有時以倍低音管取代）1人。各式管樂器的組合與音色變化，是莫札特在該時期的寫作特色，幾首以管樂器為主的小夜曲，或是其他多樂章作品，都是這一思維下的產物。

## 錄音節選
- Brymer, Jack. . Decca.
- Herreweghe, Philippe.  (CD). The Harmonia mundi Mozart Edition. Harmonia mundi. 2005. HMX 2961570.
- Hogwood, Christopher.  (CD). Decca. 458 096-2.
- Lehmann, Fritz.  (CD). Deutsche Grammophone. 477 5810.

## 參看
- 莫扎特作品列表

## 外部連結
- 《莫札特第10號小夜曲》：谱子和报道（德语），《莫扎特全集》
- 莫札特第10號小夜曲：国际乐谱典藏计划上的乐谱